# Antiga creu de terme entre Ainet de Besan i Alins 2
L'Antiga creu de terme entre Ainet de Besan i Alins 2 és una obra romànica d'Alins (Pallars Sobirà) inclosa a l'Inventari del Patrimoni Arquitectònic de Catalunya.

## Descripció
Creu de terme feta amb pedra llicorella inscrita dins d'un cercle, en el qual hi ha l'esculpit en alt relleu la figura de Crist amb el cap decantat i els trets de la cara molt erosionats igual que la resta de la creu. Un faldellí obert al centre cobreix la figura. El revés és totalment llis. Té un diàmetre aproximat d'uns 60cm, igual que la creu similar entre Alins i Aynet. Totes dues, han estat traslladades del peu de l'antic camí a la actual carretera.